# 加藤収二
加藤 収二（かとう しゅうじ、1990年9月23日 - ）は、日本のプロボクサー。東京都中野区出身。中野サイトウボクシングジム所属。

## 人物
AKBカフェで働いていた。

## 来歴
2014年12月6日に後楽園ホールで近藤雅之と77.0 Kg契約4回戦を戦い、1回1分50秒KO勝ちを収めデビュー戦を白星で飾ったが、9か月後に行われた試合ではKO負けでプロ初黒星を喫した。
2017年東日本ミドル級新人王として、西軍代表德山純治と対戦して4回2分30秒TKO勝ちを収め全日本新人王を獲得した。
その後2連勝して2018年11月7日、後楽園ホールで開催された「日本タイトル最強挑戦者決定戦」にて日本ミドル級1位の西田光とミドル級8回戦を戦い、8回2-1（76-75×2、75-76）判定勝ちを収めて日本タイトルへの挑戦権を獲得した。なおこの試合で東日本ボクシング協会から2018年11月度月間賞新鋭賞を受賞した。
2019年3月2日、後楽園ホールで日本ミドル級王者の竹迫司登と日本ミドル級タイトルマッチを行い、10回1-1（94-96、95-95、96-94）の判定により、王座獲得とはならなかった。同年8月3日、後楽園ホールで日本ミドル級タイトルマッチとして竹迫と再戦し、8回終了TKO負けで王座獲得に失敗。
2020年4月30日、自身のTwitterで現役引退を表明した。心臓の病気の悪化によりドクターストップが出された。

## 獲得タイトル
- 全日本ミドル級新人王
- 2018年度日本ミドル級最強挑戦者

## 戦績
- プロ - 14戦10勝2敗2分（6KO）

| 戦           | 日付           | 勝敗 | 時間    | 内容    | 対戦相手                       | 国籍       | 備考                                 |
| ------------ | -------------- | ---- | ------- | ------- | ------------------------------ | ---------- | ------------------------------------ |
| 1            | 2014年12月6日  | 勝利 | 1R 1:50 | KO      | 近藤雅之(10COUNT)              | 日本       | プロデビュー戦                       |
| 2            | 2015年7月6日   | 勝利 | 4R      | 判定2-1 | ラッシャー青木（大橋）         | 日本       | 2015年度東日本ミドル級新人王予選     |
| 3            | 2015年9月24日  | 敗北 | 3R 2:57 | KO      | アルティン・ペパ（宇都宮金田） | アルバニア | 2015年度東日本ミドル級新人王予選     |
| 4            | 2016年6月28日  | 引分 | 4R      | 判定0-1 | あぐーマサル(吉祥寺鉄拳8)      | 日本       | 2016年度東日本ミドル級新人王予選     |
| 5            | 2016年11月8日  | 勝利 | 3R 2:21 | TKO     | ヨッシー井上（E&Jカシアス）    | 日本       |                                      |
| 6            | 2017年3月27日  | 勝利 | 2R 0:54 | TKO     | 小倉大樹(横浜光)               | 日本       |                                      |
| 7            | 2017年9月26日  | 勝利 | 4R      | 判定3-0 | 小倉大樹(横浜光)               | 日本       | 2017年度東日本ミドル級新人王予選     |
| 8            | 2017年11月3日  | 勝利 | 3R 2:45 | TKO     | 優しんご(宇都宮金田)           | 日本       | 2017年度東日本ミドル級新人王決勝戦   |
| 9            | 2017年12月23日 | 勝利 | 4R 2:30 | TKO     | 德山純治(真正)                 | 日本       | 2017年度全日本ミドル級新人王決勝戦   |
| 10           | 2018年4月12日  | 勝利 | 6R      | 判定3-0 | 阪田壮亮(本多)                 | 日本       |                                      |
| 11           | 2018年8月9日   | 勝利 | 4R 2:12 | TKO     | 西原成紀（仲里）               | 日本       |                                      |
| 12           | 2018年11月7日  | 勝利 | 8R      | 判定2-1 | 西田光（川崎新田）             | 日本       | 2018年度日本ミドル級最強挑戦者決定戦 |
| 13           | 2019年3月2日   | 引分 | 10R     | 判定1-1 | 竹迫司登（ワールドスポーツ）   | 日本       | 日本ミドル級タイトルマッチ           |
| 14           | 2019年8月3日   | 敗北 | 8R終了  | TKO     | 竹迫司登(ワールドスポーツ)     | 日本       | 日本ミドル級タイトルマッチ           |
| テンプレート |                |      |         |         |                                |            |                                      |